# Granoturris
Granoturris is een geslacht van weekdieren uit de klasse van de Gastropoda (slakken).

## Soorten
- Granoturris padolina Fargo, 1953
- Granoturris presleyi Lyons, 1972